# Kemy Agustien
Germain "Kemy" Agustien, né le 20 août 1986 à Willemstad (Curaçao), est un footballeur néerlandais qui évolue au poste de milieu de terrain.

## Biographie
Le 1er août 2013, il rejoint le Brighton & Hove Albion Football Club, mais il est liberé à l'issue de la saison 2014-2015.

## Palmarès
Avec la sélection de Curaçao
- Coupe caribéenne des nations (1) :
  - Vainqueur en 2017.